# Segno (medicina)
Il segno, nella diagnosi medica, indica un reperto patologico oggettivo, riconosciuto dal medico all'esame obiettivo del paziente stesso.
Un segno può essere privo di significato per il paziente e può perfino passare inosservato, ma per il clinico può essere di grande significato e può essere molto importante nell'indirizzare il sanitario verso la corretta diagnosi medica responsabile del corteo sintomatologico del paziente. A titolo di esempio si considerino l'ippocratismo delle dita, o il gerontoxon (arco senile).
Il segno va distinto dal sintomo, che è una sensazione riferita dal paziente e che indica il convergere di molteplici azioni e reazioni soggettive, in grado di produrre un'alterazione della normale sensazione di sé e del proprio corpo in relazione a uno stato patologico; va inoltre differenziato dai reperti della medicina di laboratorio di analisi.

## La semeiotica
In ambito medico lo studio dei segni e la loro correlazione con determinate patologie appartiene alla semeiotica (dal greco antico σημεῖον?, sēmêion, "segno" e τέχνη, téchnē, "arte"), la disciplina che studia i segni clinici e i sintomi.
Storicamente la semeiotica diventa una branca della medicina con Galeno, il medico filosofo che riprende gli insegnamenti di Ippocrate, e pone la sua attenzione verso il presente (la diagnostica: praesentium insperctio) verso il passato (la anamnestica: praeteritorum cognitio) e verso il futuro (la prognostica: futurorum providentia).

## Gli eponimi
Storicamente, i segni prendono il nome dai medici che per primi li descrissero; accade comunque in svariati casi che un segno prenda il nome da personaggi della letteratura o altro. Il termine eponimo indica infatti un personaggio, reale o fittizio, che dà il suo nome a un segno.

## I segni e i sintomi
I segni (reperti obiettivi) sono diversi dai sintomi che sono invece esperienze soggettive, come ad esempio la fatica. 
I sintomi vengono riferiti dai pazienti al proprio medico nel corso dell'esame clinico.
Sia i segni sia i sintomi rappresentano una anomalia che potenzialmente può essere correlata a una condizione di interesse medico. Il segno tuttavia è rilevato dal medico durante l'esame clinico oppure da un medico di laboratorio. 
È proprio con la fine dell'Ottocento e l'avvento della medicina strumentale che appaiono altri tipi di segni che il clinico può ottenere dall'applicazione all'indagine medica dei raggi X o dalle analisi chimiche di laboratorio dei liquidi biologici. Esempi di “segno biochimico” sono il riscontro di glucosio nelle urine nei diabetici, di albumina nelle urine dei soggetti affetti da malattie renali, la diminuzione della concentrazione ematica dell'urea nei soggetti con epatopatia e molti altri ancora.
Lo sviluppo tecnologico ha creato tutta una serie di segni rilevabili solo dai medici. Prima del XIX secolo vi era poca differenza nelle capacità di osservazione di un segno tra il medico e il paziente. La maggior parte della pratica medica era stata condotta come una sorta di interazione cooperativa tra medico e paziente. Medico e paziente erano in grado di notare le stesse cose con la differenza sostanziale che il medico poteva dare una interpretazione decisamente più informata dei segni che rilevava.
I progressi del XIX secolo determinarono una sostanziale e graduale rimozione del paziente dal processo decisionale medico, soprattutto a causa di tutta una serie di rilevanti progressi tecnologici.
- Nel 1808 fu introdotta la tecnica della percussione cioè il processo attraverso il quale "il medico può valutare lo stato del polmone sottostante rilevando il carattere delle vibrazioni dovute a leggeri colpi impartiti sulla parete toracica. Un qualcosa che facilitò enormemente la diagnosi di polmonite e altre malattie respiratorie"[6]
- Nel 1846 il chirurgo John Hutchinson (1811-1861) inventò lo spirometro. Questa è un'apparecchiatura per valutare le proprietà meccaniche dei polmoni attraverso misure di espirazione e inspirazione forzata. I volumi polmonari registrati e i flussi forzati sono utilizzati per distinguere tra malattie polmonari restrittive (ad esempio la fibrosi cistica) e malattie ostruttive (in cui il volume polmonare è normale, ma la portata d'aria è ostacolata, ad esempio l'enfisema).
- Nel 1851 Hermann von Helmholtz (1821-1894) inventa l'oftalmoscopio, che permette al medico di esaminare l'interno dell'occhio umano.
- Nel 1895 Wilhelm Conrad Röntgen (1845-1923) scopre i raggi X che quasi subito trovano la loro applicazione in campo medico.
- Nel 1896 il medico torinese Scipione Riva-Rocci inventa una versione semplificata dello sfigmomanometro a mercurio che permette al medico di misurare la pressione arteriosa di un paziente.

## Tipologie di segni
I segni possono essere classificati in base al tipo di deduzione che può essere fatta dalla loro presenza.
- Segni prognostici (dalla lingua greca progignṓskein, προγιγνώσκειν, "sapere in anticipo"): indicano la possibile evoluzione di diversi aspetti della salute e della vita futura del paziente. I segni prognostici quindi guardano sempre alla evoluzione futura.  Tra i segni prognostici più famosi vi è probabilmente la facies hippocratica. Ecco come viene descritta nel Prognostikon[7][8]:

(Ippocrate)
- Segni anamnestici (dalla lingua greca anamnēstikós, ἀναμνηστικός, "capace di richiamare alla mente"): tenendo conto dello stato attuale del paziente, indicano l'esistenza passata di una certa malattia o condizione. I segni anamnestici guardano sempre al passato. A titolo di esempio ogni volta che vediamo un uomo che cammina con una andatura falciante o con un braccio immobile contratto e paralizzato pensiamo subito che quell'uomo potrebbe aver avuto un ictus cerebrale.
- Segni diagnostici (dalla lingua greca diagnōstikós, διαγνωστικός, "in grado di distinguere"): portano al riconoscimento e all'identificazione di una malattia. A titolo di esempio il segno di Murphy (caratterizzato dall'arresto dell'inspirazione profonda a causa di dolore, se con la mano si esercita una pressione sul punto cistico) è un segno diagnostico di patologia infiammatoria della colecisti.
- Segni patognomonici (dalla lingua greca pathognomonikós, παθογνωμονικός, "specializzata in diagnosi", a sua volta derivante da pathos, πάθος, "sofferenza, malattia", e gnomonikos, γνώμον, "giudice, indicatore"): la presenza indica, di là da ogni dubbio, la presenza di una particolare malattia. Un esempio di segno patognomonico è lo xantoma, cioè una degenerazione della pelle di colore giallastro, dovuta ad accumulo di lipidi, in particolare sulle palme delle mani di soggetti che soffrono di iperlipoproteinemia. I segni patognomonici sono relativamente rari.

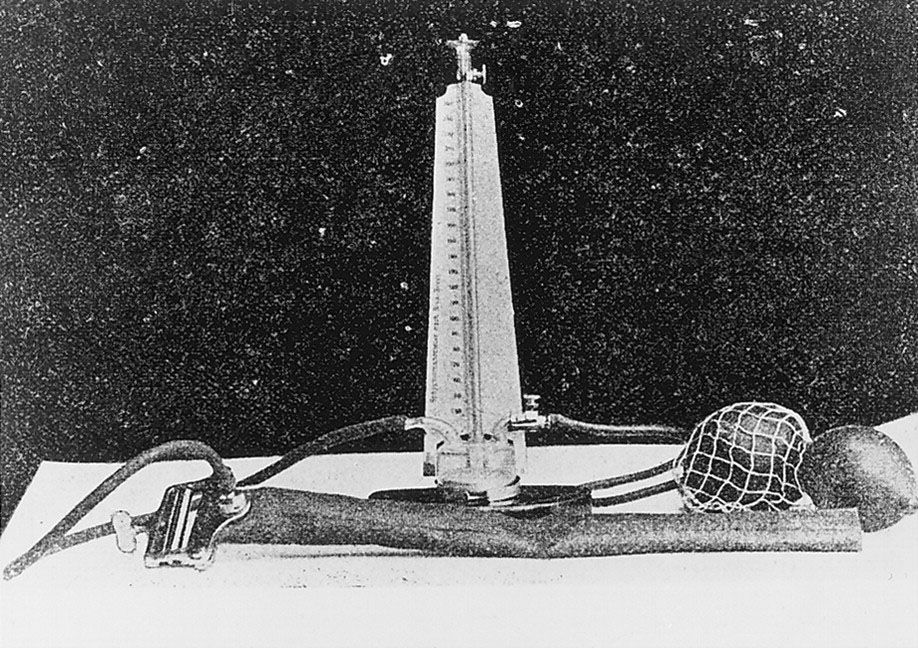
Sfigmomanometro di Riva-Rocci

## La diagnosi
Fare diagnosi in un paziente è sempre una questione di tipo probabilistico. In altre parole è sempre necessario stimare quale sia la probabilità che una determinata situazione sia o meno presente in un determinato paziente. Ogni aspetto in materia di raccolta della storia clinica del paziente permette al medico di restringere la sua visione della possibile causa dei sintomi lamentati e dei segni sviluppati, testando e costruendo ipotesi di lavoro via via che la storia si amplia. L'esame, che è essenzialmente una ricerca di segni clinici, consente al medico di ricercare prove nel corpo del paziente per sostenere le sue ipotesi di malattia.
La valutazione clinica effettuata alla ricerca di segni mette alla prova l'ipotesi diagnostica del medico, e ogni volta che un segno a supporto di una determinata diagnosi viene trovato, la diagnosi diventa più probabile. Altri tipi di test speciali (esami di laboratorio, esami radiologici, biopsie e altri esami strumentali) permettono di confermare ulteriormente (oppure di rendere improbabile) una determinata ipotesi diagnostica. In altri casi questi ulteriori test permettono di inquadrare in uno specifico senso clinico il riscontro di determinati segni.